# 10.5cm FH 98/09

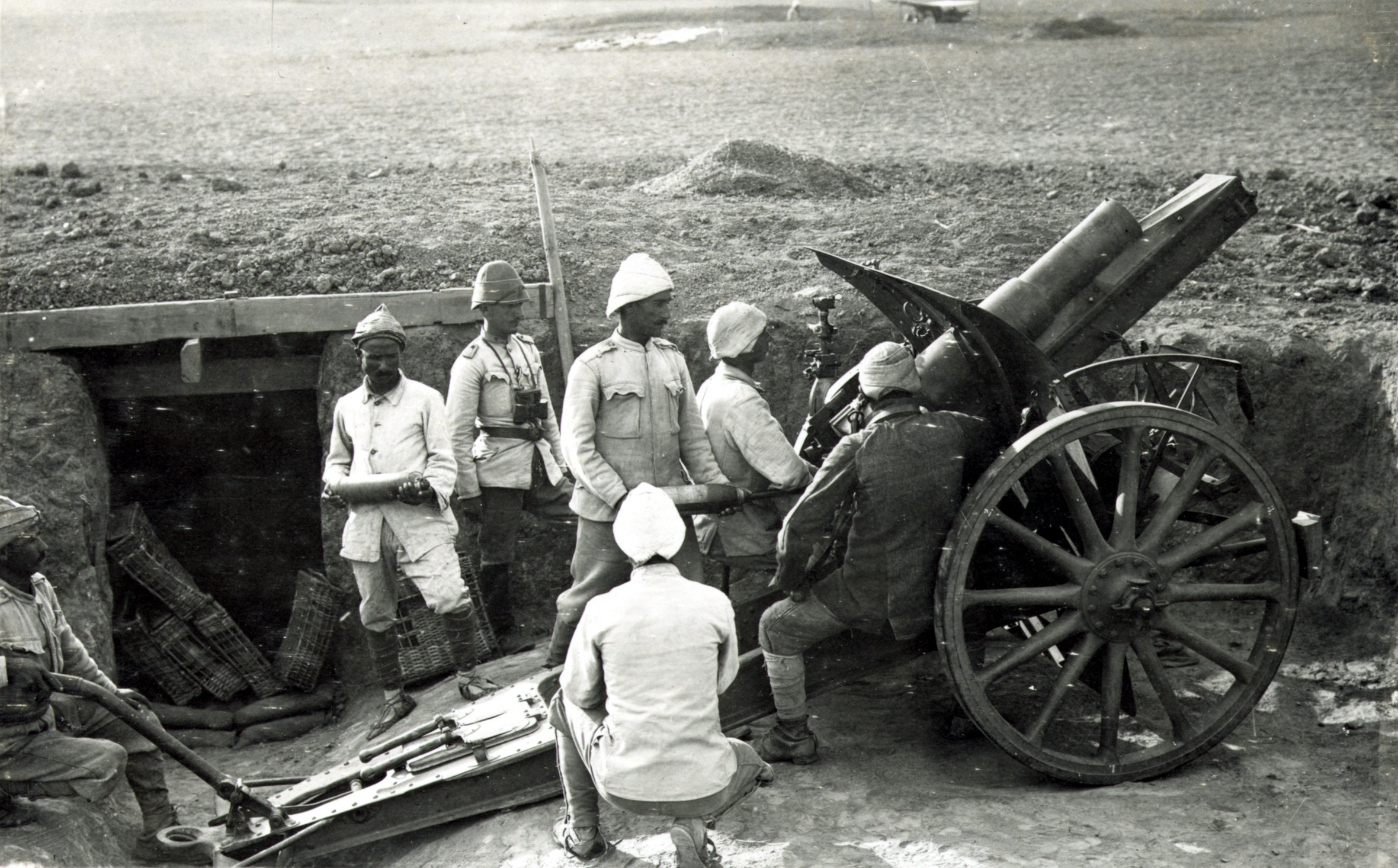
オスマン帝国軍の10.5cm FH 98/09

10.5 cm FH 98/09（10,5 cm Feldhaubitze 98/09）とはドイツ帝国の榴弾砲であり、第一次世界大戦において使用された。

## 概要
FH 98/09は7.7cm FK 96 nAと同様に、駐退復座機を持たない旧式のラインメタル社製10.5cm FH 98の砲身とクルップ社製の駐退復座機と砲架を組み合わせて製造された。このクルップ製砲架は7.7cm FK 16や10.5cm leFH 16にも使用されており、防盾前部には牽引時に砲手2名が座る簡易ベンチがある。
FH 98/09はドイツ帝国以外にも、オスマン帝国とルーマニアに輸出されている。
さらに言うなら、ラインメタル製の砲身にクルップ製の砲架を組み合わせて1種類の砲を完成させる手法は、第二次世界大戦で使用された10.5cm sK 18や15cm sFH 18でも使われている。

## スペック
- 口径：105mm
- 全長：m
- 全幅：1.53m
- 重量：1,145kg
- 砲身長：1,625mm（15.5口径）
- 仰俯角：-13°~+40°
- 左右旋回角：4°
- 運用要員：名
- 発射速度：発/分（最大）
- 最大射程：7,000m
- 生産期間：1909年~1918年?
- 生産総数：門